# Chrístos Tsiggirídis
Chrístos Tsiggirídis (en grec moderne : Χρίστος Τσιγγιρίδης), né à Philippopoli (actuellement Plovdiv), dans l'Empire ottoman, en 1877 et mort à Athènes, dans le royaume de Grèce, le 17 décembre 1947, est un ingénieur électricien grec, ainsi qu'un grand innovateur de son temps. Il est le premier à introduire en Grèce le savoir-faire et la technologie de l'installation de microphones et est responsable de l'installation du premier système de sonorisation du Parlement grec.
Il est surtout connu en tant que fondateur de la première station de radio en Grèce et dans les Balkans, basée dans la ville de Thessalonique, en Macédoine,,.

## Biographie

### Naissance et jeunesse
Né en 1877 à Philippopoli,, dans l'Empire ottoman — quelques années plus tard, la ville est rattachée à la Bulgarie — de parents grecs, Tsiggirídis grandit dans des conditions difficiles, en raison de la mort de son père. Il fréquente le lycée français de sa ville natale et, à l'âge de 20 ans, il se rend à Stuttgart, en Allemagne, où l'un de ses frères, également propriétaire d'une petite fabrique de tabac, est installé.

### Études et années en Allemagne
Au cours de son séjour en Allemagne, Tsiggirídis suit des études à l'école d'électrotechnique de l'université technique de Stuttgart. En 1906, il rentre à Philippopoli, mais quitte rapidement la ville en raison de la persécution subie par la minorité grecque en Bulgarie et rentre de nouveau à Stuttgart.
Au cours de son second séjour en Allemagne, il se lance dans le commerce du tabac et fait la connaissance de son future épouse, Marie Louise Vogel, une aristocrate allemande d'origine belge, avec laquelle il a deux filles, Eléa et Georgette, qui devient, par la suite, une soliste de ballet et une chorégraphe de renom. Quelques années plus tard, il décide de s'installer définitivement en Grèce.

### En Grèce
Il s'installe initialement dans la ville de Larissa, en Thessalie, où il prend la direction du service de distribution d'eau et d'électricité de la ville, avant, en 1925, de s'installer dans la ville de Thessalonique,. Au cours de l'année suivante, Tsiggirídis participe à la première édition de l'Exposition internationale de Thessalonique, où il présente des haut-parleurs et des amplificateurs en tant que représentant de la société allemande Siemens & Halske. Il est supposé qu'entre 1925 et 1926, il réalise ses premières émissions radiophoniques expérimentales,.

### La station de radio
Le 25 mars 1927, à l'occasion de la fête nationale grecque, Tsiggirídis aurait réalisé la première émission radio expérimentale, d'une durée d'une demi-heure. Au cours de l'année suivante, il lance officiellement les émissions régulières de « Rádio Tsiggirídis » depuis le Champ-de-Mars de Thessalonique. Il s'agit de la première station de radio du pays et des Balkans. Le coût de son fonctionnement est couvert par Tsiggirídis en personne, ainsi que par les recettes publicitaires,. Au cours de la période entre 1936 et 1938, « Rádio Tsiggirídis » collabore avec le journal « Makedonía » d'Ioánnis Vellídis, enrichissant, ainsi, son programme d'émissions à caractère journalistique et artistique.

### Dernières années
Au cours de la période de l'Occupation, les autorités allemandes procèdent à l'emprisonnement temporaire de Tsiggirídis, ainsi qu'à la confiscation de ses installations,. Après la Libération, l'émetteur de sa station de radio passe temporairement en possession de l'ELAS, avant d'être restitué à son propriétaire en 1945, mais, cependant, en 1947, celui-ci est exproprié par la Fondation nationale de la radio,.
Tsiggirídis meurt le 17 décembre 1947, tandis que ses funérailles sont organisées aux frais du dème de Thessalonique, en présence d'un grand nombre de personnes.